# Emmering (Landkreis Fürstenfeldbruck)
 For alternative betydninger, se Emmering. (Se også artikler, som begynder med Emmering)
Emmering er en kommune i Landkreis Fürstenfeldbruck der ligger i den vestlige del af Regierungsbezirk Oberbayern i den tyske delstat Bayern.

## Geografi
Emmering grænser i nordvest til kreishovedstaden Fürstenfeldbruck og ligger ca. 25 km vest for München. Til kommunen hører landsbyerne Fett- og Dürr-Emmering, Untere Au, Tonwerk og Roggenstein.
Emmering gennemløbes af Amper, og to broer over floden forbinder de to dele. Rådhus, skole og fodboldstadion ligger på en ø i floden. Området Hölzl er et beskyttet (Landschaftsschutzgebiet) rekreationsområde som Amper snor sig igennem.
- Wikimedia Commons har flere filer relateret til Emmering (Landkreis Fürstenfeldbruck)